# Шмидт, Макс (естествоиспытатель)
Макс Шмидт (нем. Мах Schmidt, 19 октября 1834, Франкфурт-на-Майне — 4 февраля 1888, Берлин) — немецкий естествоиспытатель;

## Биография
Окончив 6 классов гимназии, учился кузнечному ремеслу во Франкфурте и затем в Штутгарте, где одновременно слушал курсы ветеринарного института, затем продолжал учиться в Берлине, в 1855 г. удостоен гиссенским университетом степени доктора ветеринарной медицины, сдал государственный экзамен на право ветеринарной практики, и с 1856 г. был ветеринаром при франкфуртском зоологическом саду, директором которого стал в 1859 г.; в 1884 г. приглашен директором зоологического сада в Берлин.
Работы Ш. касаются преимущественно биологии и болезней животных, содержащихся в зоологических садах, и помещены в журнале «Der Zoologische Garten»; кроме этого, он напечатал: «Zoologische Klinik, Handbuch d er vergleichenden Pathologie und pathologischen Anatomie der Säugethiere und Vö gel» (первые 3 главы появились в Берлине, 1870—72 гг., следующие в «Deutsche Zeitschrift für Thiermedizin und vergleichende Pathologie») — этот капитальный труд трактует о болезнях обезьян, хищных, сумчатых, грызунов, непарнокопытных, водобоязни у волков и лисиц и т. д.